# Bilbao (Chimborazo)
Bilbao ist eine Ortschaft und eine Parroquia rural („ländliches Kirchspiel“) im Kanton Penipe der ecuadorianischen Provinz Chimborazo. Die Parroquia besitzt eine Fläche von 24,71 km². Die Einwohnerzahl lag im Jahr 2010 bei 196.

## Lage
Die Parroquia Bilbao liegt an der Westflanke des Vulkans Tungurahua. Im äußersten Osten befindet sich dessen 5016 m hoher Gipfel. Der Río Chambo fließt entlang der westlichen Verwaltungsgrenze nach Norden. Dessen rechter Nebenfluss Quebrada Confesionaria begrenzt das Areal im Süden. Die Orte liegen am Ufer des Río Chambo. Der 2280 m hoch gelegene Hauptort Bilbao befindet sich im äußersten Nordwesten der Parroquia 14 km nordnordöstlich vom Kantonshauptort Penipe.
Die Parroquia Bilbao grenzt im Westen und im Norden an die Provinz Tungurahua mit der Parroquia Cotaló im Kanton San Pedro de Pelileo, im Süden an die Parroquia Puela sowie im Südwesten an die Parroquia Guanando (Kanton Guano).

## Orte und Siedlungen
In der Parroquia Bilbao gibt es folgende Siedlungen: Bilbao, Chontapamba, Motilones und Yuibug.

## Geschichte
Die Gründung der Parroquia Bilbao wurde am 12. Juli 1995 im Registro Oficial N° 736. 